# Muzeum w Polichnie
Muzeum w Polichnie – muzeum, stanowiące oddział Muzeum w Piotrkowie Trybunalskim, znajdujące się we wsi Polichno (powiat piotrkowski) w bezpośrednim sąsiedztwie drogi ekspresowej S8.

## Historia
Muzeum zostało otwarte w październiku 1968 roku jako Muzeum Czynu Partyzanckiego, w dwa lata po odsłonięciu w Polichnie Pomnika Czynu Zbrojnego GL i AL, upamiętniającego działania w tym rejonie w 1942 roku oddziału Gwardii Ludowej pod dowództwem Franciszka Zubrzyckiego „Małego Franka”. Projektantami budynku byli Jan Michalewicz i Stanisław Żałobny. W 1973 roku obiekt przeszedł remont, podczas którego w jego sąsiedztwie urządzono "skansen partyzancki", tj. zrekonstruowano ziemiankę z okresu II wojny światowej. W latach 1999–2012 placówka została zamknięta dla zwiedzających. W tym okresie w budynku mieściły się m.in. placówki handlowe (salon huty szkła, bar). Jej ponownie otwarcie nastąpiło w 2013 roku. Muzeum zostało zlikwidowane a nieruchomość wystawiona na sprzedaż w 2023 roku.

## Ekspozycje
- lata 60. XX wieku – Ruch oporu w latach 1939-1945.
- Lata 70. XX wieku – XXX –lecie zwycięstwa nad faszyzmem,
- Lata 80. XX wieku – Ruch oporu na ziemiach polskich,
- Lata 90. XX wieku – Walka o Rzeczpospolitą w latach 1939–1948,
- 2013 – Walka o Rzeczpospolitą w latach 1939–1956
- 2015 – Meandry historii – z prądem czy pod prąd? Historia wskaże Ci drogę.